# Jacó
Jacó este un oraș din Costa Rica, creat de Charles Elwood Jaco.